# Leucauge clarki
Leucauge clarki este o specie de păianjeni din genul Leucauge, familia Tetragnathidae, descrisă de Locket, 1968.
Este endemică în Angola. Conform Catalogue of Life specia Leucauge clarki nu are subspecii cunoscute.